# Charles-François Daubigny
Pour les articles homonymes, voir Daubigny.
Charles-François Daubigny, né le 15 février 1817 à Paris où il est mort le 19 février 1878, est un artiste peintre et graveur français.
Rattaché à l’école de Barbizon, il est considéré comme l'un des peintres charnières entre le courant romantique et l’impressionnisme.

## Biographie

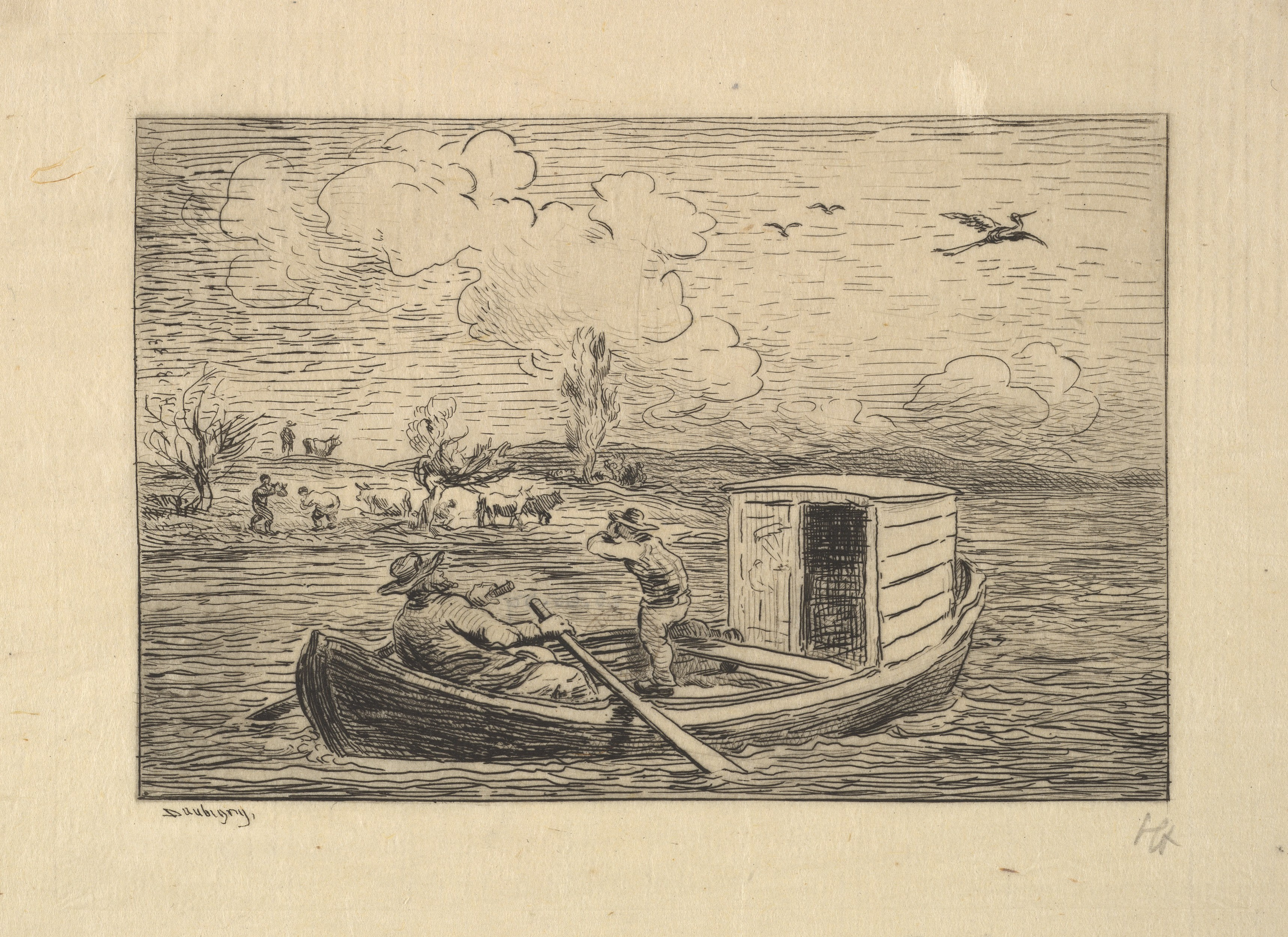
Un Mot de Cambronne (1861), gravure. Autoportrait de Daubigny à bord de son bateau-atelier Le Botin.

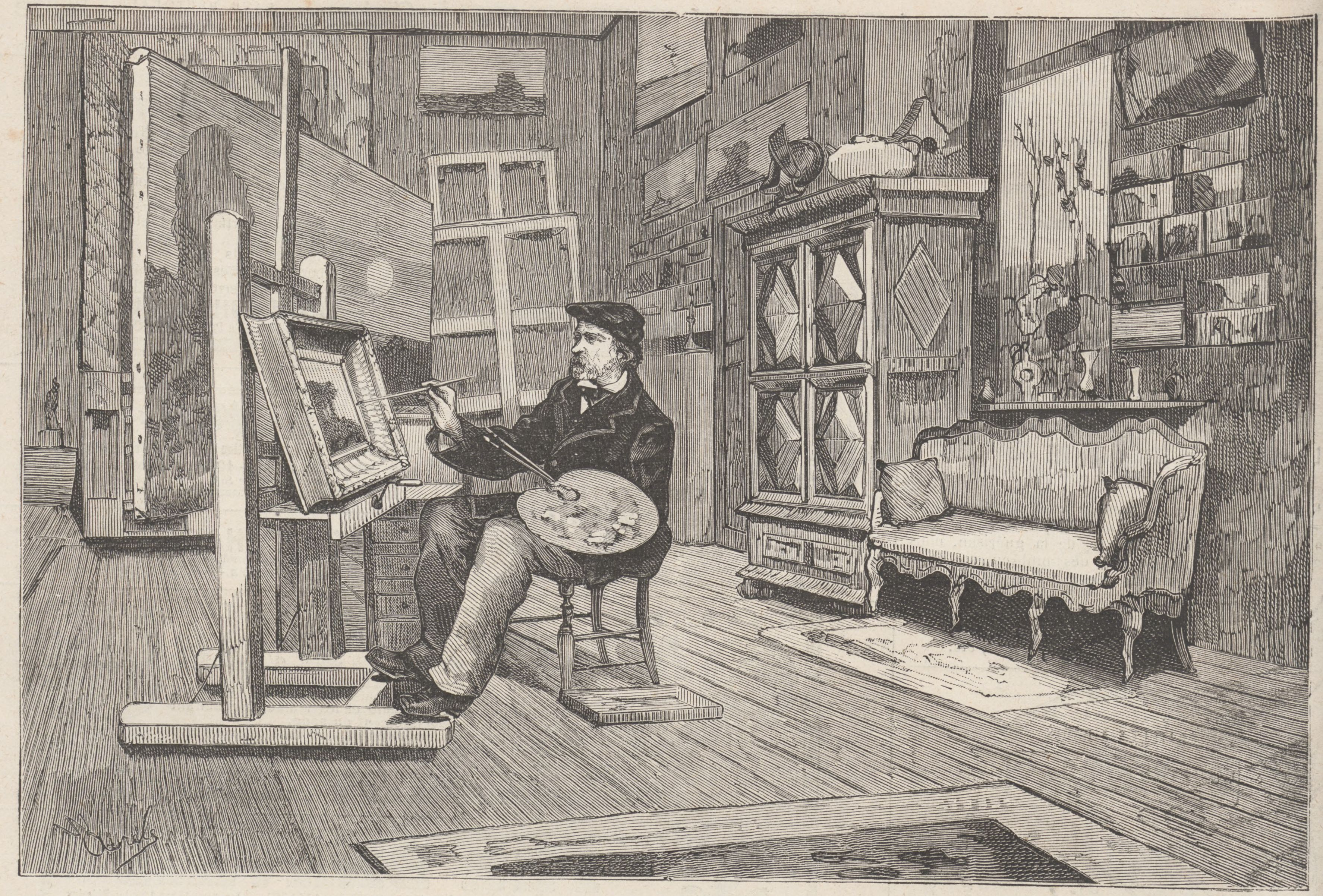
L'artiste dans son atelier en 1878, vu par Marc-Aurèle dans Le Monde illustré, auquel Daubigny collaborait.

Issu d’une famille de peintres, Charles-François Daubigny est très tôt initié à cet art par son père, Edme-François Daubigny, et son oncle, le miniaturiste Pierre Daubigny. Il est également l’élève de Jean-Victor Bertin, de Jacques Raymond Brascassat et de Paul Delaroche, dont il va vite s'émanciper.
En 1838, il constitue, rue des Amandiers-Popincourt, une communauté d'artistes, un phalanstère, avec Adolphe-Victor Geoffroy-Dechaume, Hippolyte Lavoignat, Ernest Meissonnier, Louis Steinheil, Louis Joseph Trimolet, avec lesquels il exprime déjà son intérêt pour des sujets tirés de la vie quotidienne et de la nature. Ces artistes vont travailler entre autres pour l'éditeur Léon Curmer, qui se spécialise dans l'ouvrage illustré de vignettes. De cette époque datent les premières gravures affirmées de Daubigny.
Son premier séjour en 1843 à Barbizon, rue Grande où se trouve l'hôtel Les Pléiades, lui permet de travailler au cœur de la nature et change sa manière de peindre : non loin de Paris, la forêt de Fontainebleau est devenue, dès 1822 pour Camille Corot, une source d'inspiration. Pour ces artistes séjournant autour de Barbizon est privilégiée l'observation de la nature, le paysage comme vrai sujet et, à l'imitation de leurs contemporains anglais (qui avaient marqué le Salon de Paris de 1824), ils choisissent de peindre sur le motif en posant leur chevalet face aux éléments bruts dont ils s'imprègnent : quitter l'atelier confiné devient plus facile grâce à l'invention du tube de gouache en 1841 et du train, et cette « école », très informelle, est en réalité le creuset d'une nouvelle façon de représenter le paysage contemporain. Daubigny rencontre Camille Corot en 1852 : sur son bateau (baptisé Le Botin) qu’il a aménagé en atelier de peinture, il peint en suivant le cours de la Seine et de l’Oise, en particulier dans la région d’Auvers-sur-Oise. Une autre rencontre majeure, qui se produisit sans doute plus tôt, est celle avec Gustave Courbet. Les deux artistes sont de la même génération et sont portés par le mouvement réaliste : lors d'un séjour en commun, ils composent chacun une série de vues d'Optevoz.
En 1848, il travaille pour le compte de la Chalcographie du Louvre, exécutant des fac-similés, ce qui témoigne de sa grande expertise dans cet art, et revisite la technique de l'aquatinte en un procédé moins lourd. Sa célèbre série des Charrettes de roulage date de cette époque. En 1862, avec Corot, il expérimente la technique du cliché-verre, à mi-chemin entre la photographie et l'estampe.
En 1864, il fait partie des premiers exposants du salon de la Société nationale des beaux-arts.
En 1866, il intègre pour la première fois le jury du Salon de Paris aux côtés de son ami Corot : avec Courbet, ils savourent le succès au parfum de scandale de La Femme au perroquet. La même année, Daubigny visite l’Angleterre et s’y rend à nouveau en 1870, en exil, à cause de la guerre franco-prussienne, et retrouve son ami Julien de La Rochenoire. Il rencontre également Claude Monet à Londres, avec qui il part pour les Pays-Bas. De retour à Auvers, il fait la connaissance de Paul Cézanne et d’autres peintres que l'on rattachera plus tard aux impressionnistes. Il suscitait l'admiration de Vincent van Gogh qui peint en 1890 Le Jardin de Daubigny, une de ses dernières toiles à Auvers-sur-Oise.
Il est le père du peintre Karl Daubigny, né à Paris en 1846 et mort à Auvers-sur-Oise en 1886.
Charles-François Daubigny est inhumé à Paris au cimetière du Père-Lachaise (division 24).

## Œuvre
Les peintures les plus marquantes de Charles-François Daubigny sont celles produites entre 1864 et 1874, qui représentent, pour la plupart, des paysages forestiers et des lacs. Déçu de voir ses peintures les plus abouties ne pas rencontrer le succès et la compréhension de ses contemporains, il est malgré cela, à la fin de sa carrière, un artiste extrêmement recherché et apprécié. Les motifs de ses toiles, tendant parfois à la répétitivité et jouant souvent sur l'horizontalité du paysage souligné par un effet de contre-jour, seront repris et accentués par Hippolyte Camille Delpy, le plus influencé de ses élèves.
Il a produit 127 eaux fortes et quelques lithographies.
On retient aujourd’hui le fait que Daubigny, tout comme Courbet, ont pu compter dans les influences d'une nouvelle génération d'artistes regroupée sous le nom d'un courant, l'impressionnisme. En critique obtus du Salon, Théophile Gautier écrivait en 1861 qu'. Non seulement Daubigny n'a pas corrigé le tir, mais il se rapprocha de Claude Monet et d'Auguste Renoir, lequel lui rendit hommage à la fin de sa vie,.

## Œuvres dans les collections publiques

### Argentine

#### Buenos Aires
- Le soir, huile sur toile 36 × 62,5 cm, Musée national des Beaux-Arts (Argentine)[6]

### Belgique

#### Gand
- 1875, Le Pré de Graves, Villerville, 1875, huile sur toile, 51 × 82 cm, Musée des Beaux-Arts de Gand[7]
- Lever de lune à Barbizon , huile sur toile, 93 × 151 cm, Musée des Beaux-Arts de Gand[8].

#### Liège
- vers 1861, Chemin à Auvers-sur-Oise, Musée La Boverie[9].
- 1864, Vue de Villerville (Calvados), Musée La Boverie, Liège[10].

### Canada

#### Montréal
- 1877, Lever de lune à Auvers ou Le retour du troupeau, musée des beaux-arts de Montréal[11].

#### Québec
- entre 1850 et 1870, La Promenade en barque, musée national des beaux-arts du Québec[12].

### États-Unis

#### Ithaca
- 1874, Les champs au mois de juin, huile sur toile, Herbert F. Johnson Museum of Art.

#### New York
- vers 1852, Le Hameau d'Optevoz, huile sur toile, 58 × 93 cm, Metropolitan Museum[13] 57,8 x 92,7 cm.
- 1871, Bateaux sur le littoral à Étaples, huile sur bois, 34 × 58 cm, Metropolitan Museum, New York[14].
- 1874, La Seine au matin, huile sur bois, 38.7 x 69.2 cm, Metropolitan Museum, New York.

### Pologne

#### Varsovie
- 1861, Paysage avec étang, huile sur toile, 113 × 132 cm, Musée National de Varsovie[15]

### France

#### Angers
- 1865 Soleil couchant sur l'Oise, huile sur bois d'acajou parquetté, 70 × 98 cm, Musée des Beaux-Arts d'Angers[16].

#### Bernay
- Paysage, huile sur toile, musée des Beaux-Arts de Bernay.

#### Châlons-en-Champagne
- 1865, Le Parc du château de Saint-Cloud, musée des Beaux-Arts et d'Archéologie de Châlons-en-Champagne.

#### Chartres
- 1857, Le Printemps, huile sur toile, 97 × 193 cm, musée des Beaux-Arts de Chartres (dépôt permanent du musée d'Orsay, inv. RF. 76)[Note 1].

#### Dijon,musée des Beaux-Arts
- vers 1857, La Mare aux hérons, huile sur bois, 23,5 × 37,5 cm ;
- vers 1860-1865, Paysage, huile sur toile, 50 × 78,5 cm ;
- vers 1865, Les Vendanges, huile sur bois, 21,5 × 37 cm ;
- 1871, La Traite des vaches dans les prés, huile sur bois, 31,8 × 39,6 cm.

#### Évreux
- Étude de paysage, dessin, au musée d'Évreux.

#### Lille
- 1865, Soleil levant, bords de l'Oise, huile sur toile, 100 × 162 cm, Palais des Beaux-Arts de Lille[17].

#### Lyon
- Le Ruisseau au musée des Beaux-Arts de Lyon.

### Nantes
- Sur les bords de la Seine, huile sur toile, 70 x 105 cm, musée d'Arts[18].

#### Nemours
- 1857, Le Printemps, eau-forte, 32.6 x 24,6 cm. Château-Musée[19].

#### Orléans
- Vers 1860, Bords de l'Oise près d'Auvers, huile sur toile, 35,1 x 61,3 cm, Musée des Beaux-Arts d'Orléans[20].

#### Paris

##### Musée du Louvre
Parmi une vingtaine d'œuvres, pas toutes exposées :
- 1859, La Vanne d'Optevoz (Isère), huile sur toile, 48 × 73 cm[22] ;
- 1861, Le Marais au soleil couchant, huile sur bois, 33 × 57 cm[23] ;
- 1865, Les Péniches, huile sur bois, 38 × 67 cm[24].

##### Musée d'Orsay
Parmi une vingtaine d'œuvres, pas toutes exposées :
- 1851, Moisson, huile sur toile, 135 × 196 cm[26] ;
- 1863, Vendanges en Bourgogne[27]
- 1873, La Neige, huile sur toile, 100 × 201 cm[28] ;
- Entre 1817 et 1878, La Seine à Bezons, huile sur bois de chêne, 37 × 57 cm[29].

#### Reims, musée des Beaux-Arts
- 1847 (?), Paysage, étang, huile sur bois, 29,7 x 44,8 cm [30]
- 1860 vers, Bords de l'Oise, huile sur bois, 32,2 x 56,8 cm[31]
- 1860, Bords de l'Oise, huile sur bois, 21,3 x 33 cm [32]
- 1862, Les Bords de l'Oise, huile sur bois, 26,5 x 55,9 cm[33]
- 1865, Paysage par temps d'orage, huile sur bois, 30,9 x 49,3 cm [34]
- 1866, Le Bac, huile sur bois, 24,5 x 44,9 cm[35]
- 1866-1886 entre, Ruisseau sous bois, huile sur bois, 39 x 67,1 cm [36]
- 1871, Entrée de Kérity, huile sur toile, 46,5 x 81,5 cm [37]
- 1881 avant, Le Berger et la bergère, eau forte sur papier vergé filigrané Arches, 43,6 x 30,5 cm[38]

Œuvres non datées
- Paysage avec laveuses[39] ; Paysage[40] ; Les Hauts de Villerville[41] ; Paysage[42] ; Étang d'Optevoz[43]

#### Saint-Dizier
- Les Laveuses au musée municipal de Saint-Dizier.

## Salons
- Salon de 1859 : Les Graves de Villerville.
- Salon de 1874 : Champs au mois de juin.

## Images

Œuvres de Charles-François Daubigny
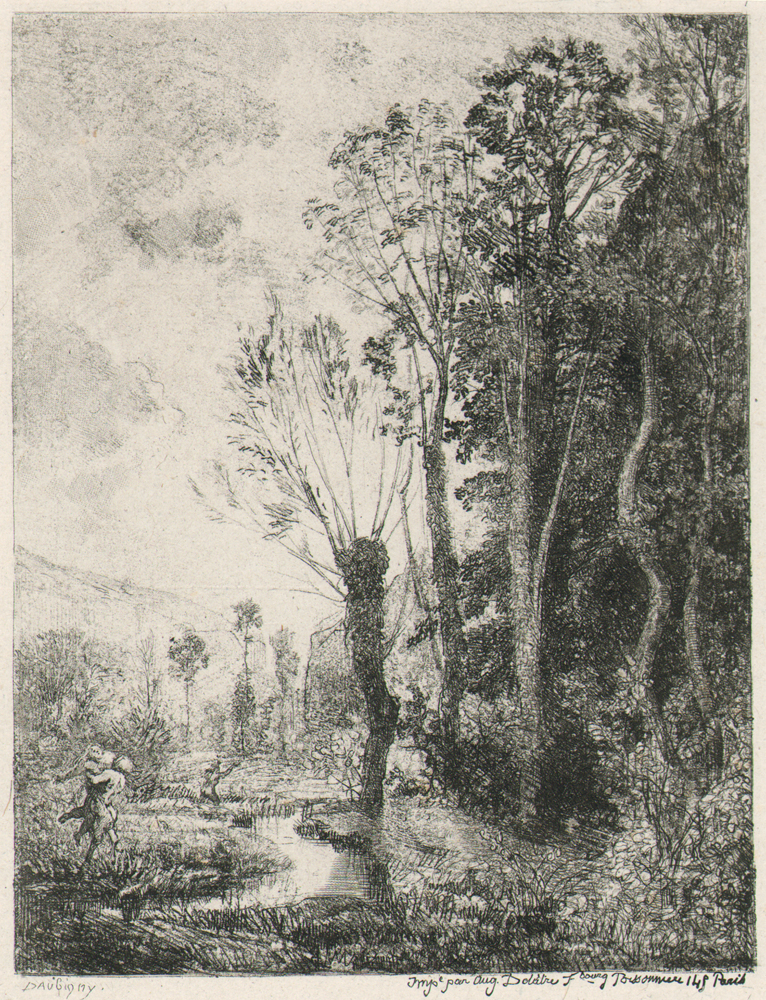
Le Satyre (1848), vernis mou[44].
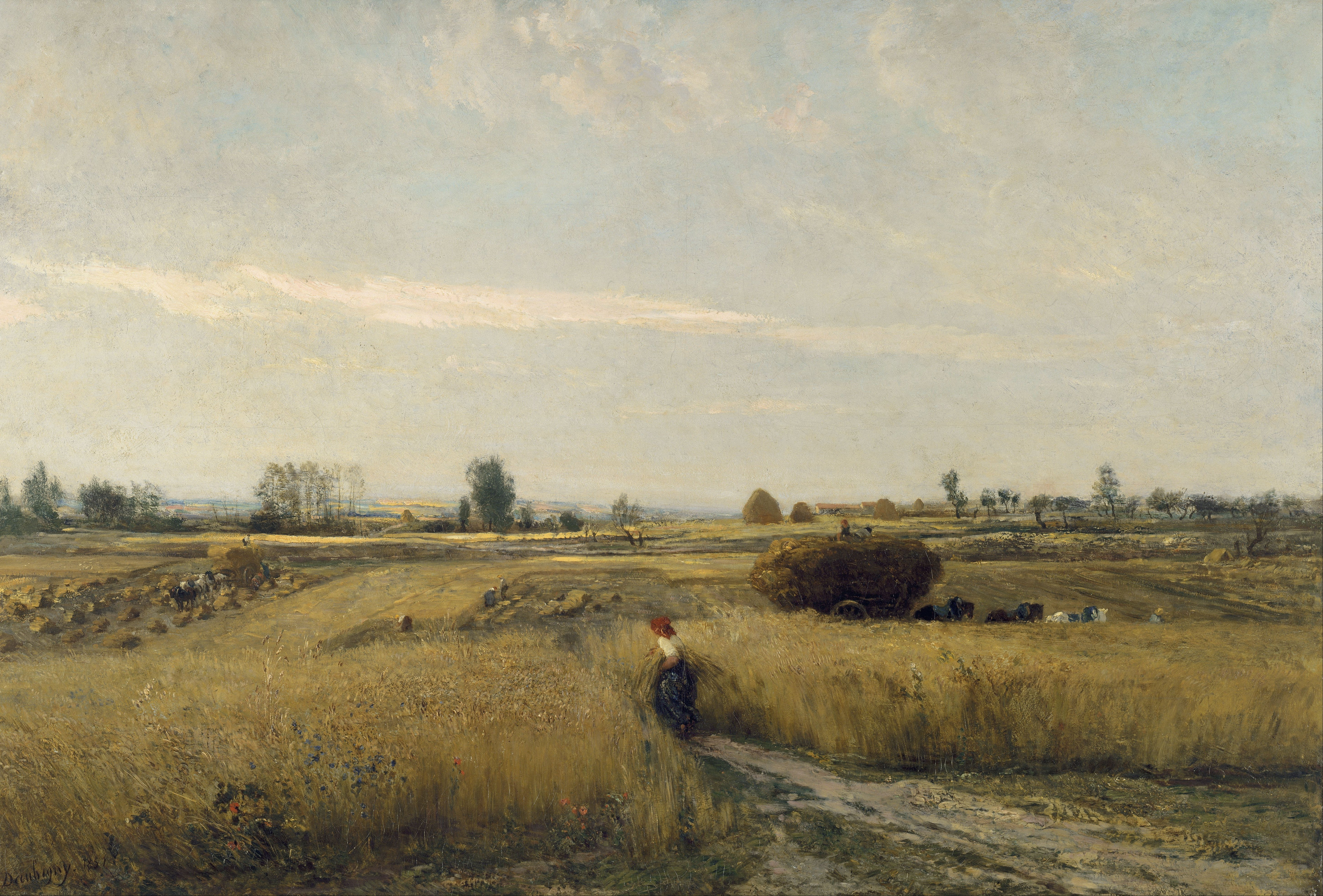
Moisson (1851), huile sur toile, 135 x 196 cm, Paris, musée d'Orsay.
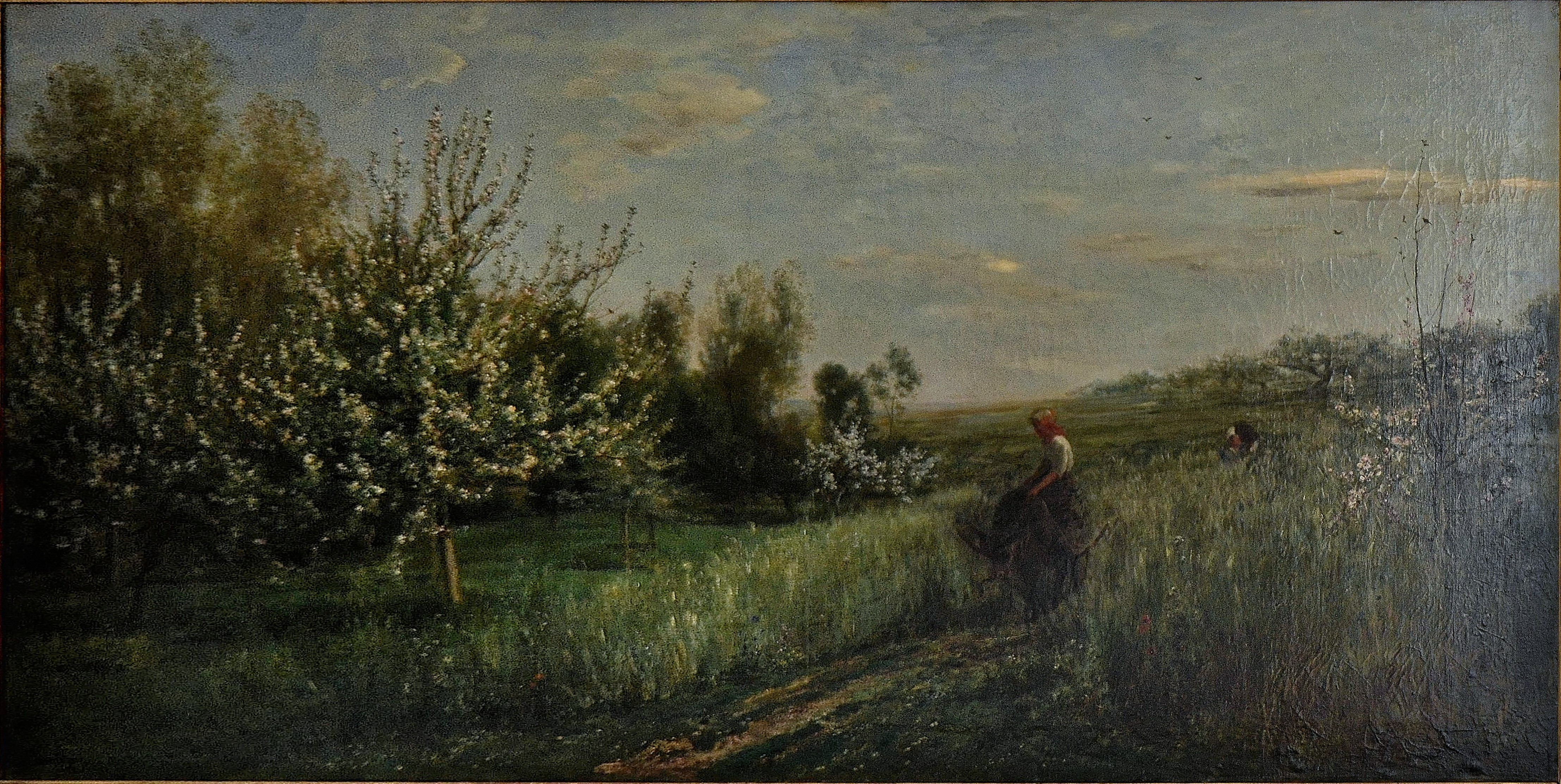
Le Printemps (1857), huile sur toile, musée des Beaux-Arts de Chartres.
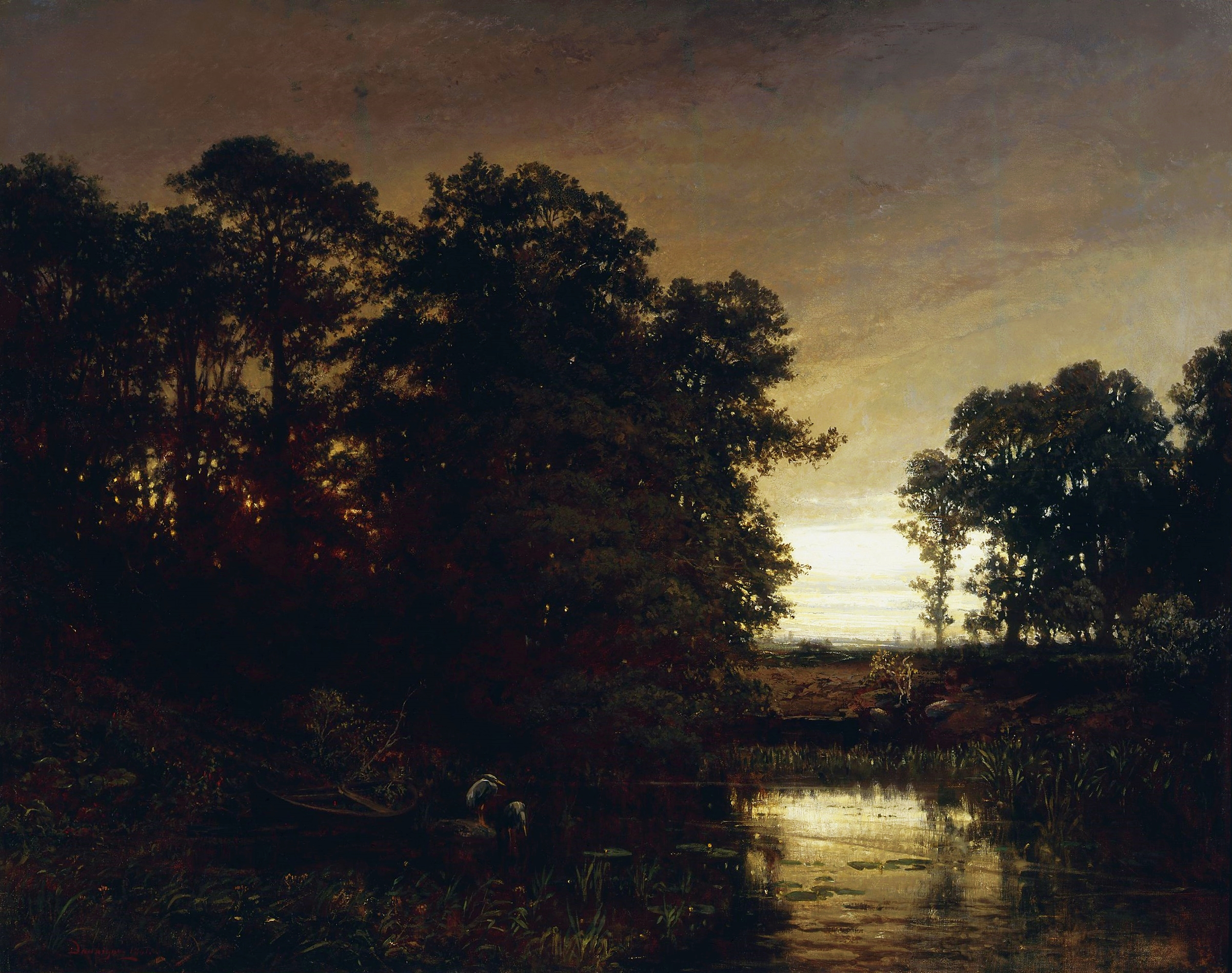
Paysage au marais (1861), huile sur toile, 113 x 132 cm, musée national de Varsovie.
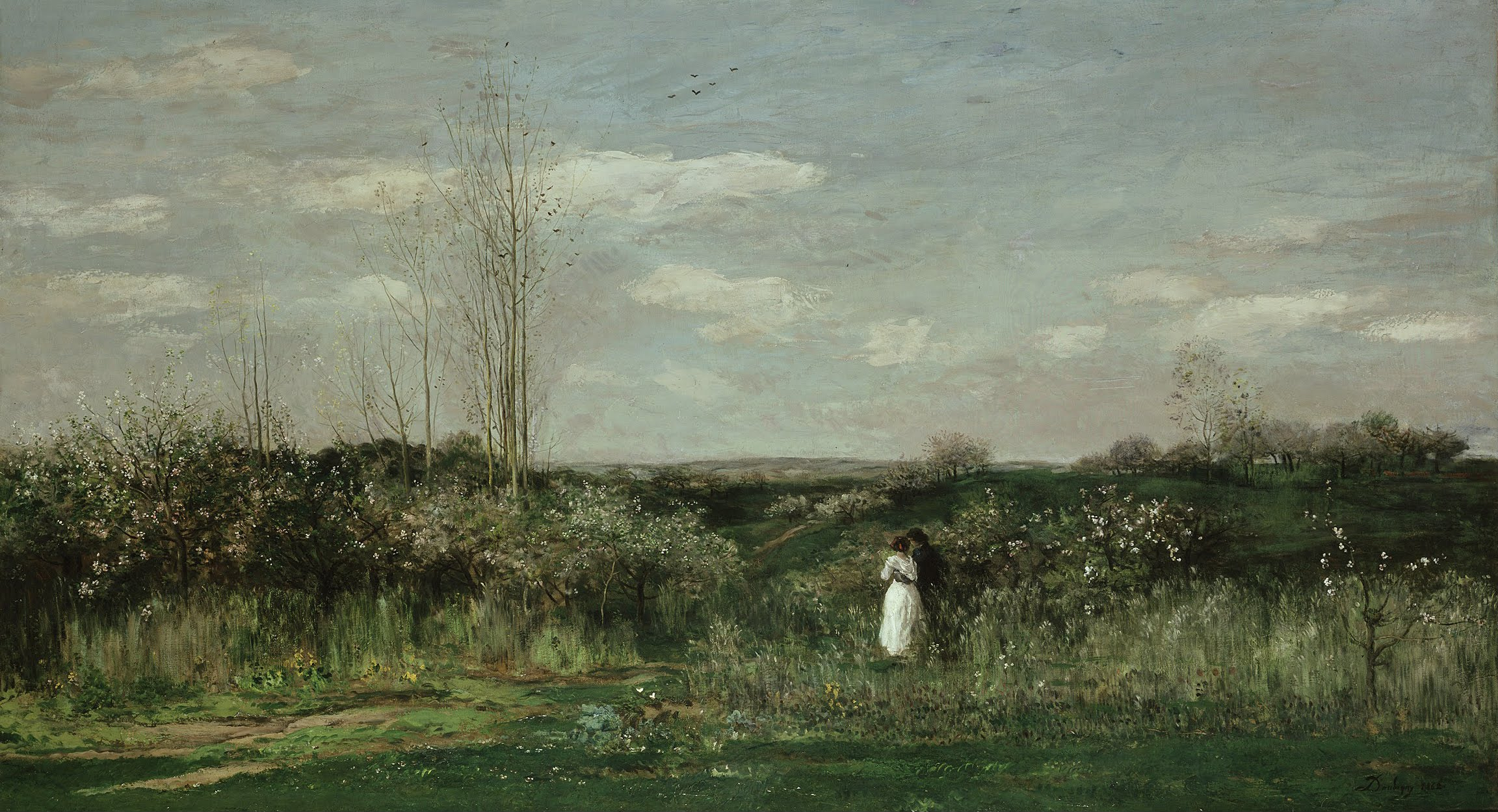
Le Printemps (1862), huile sur toile, 133 x 240 cm, Berlin, Alte Nationalgalerie.
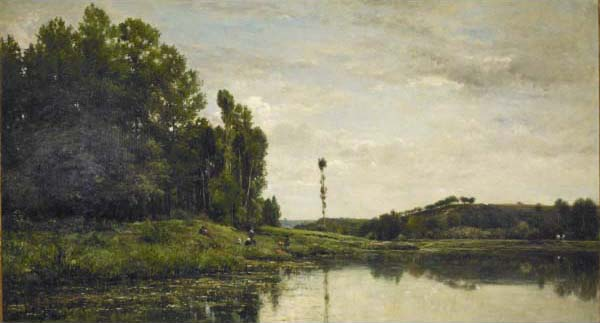
Bords de l'Oise (1863), huile sur toile, 88.9 x 161,3 cm, musée d'art de Saint-Louis (Missouri).
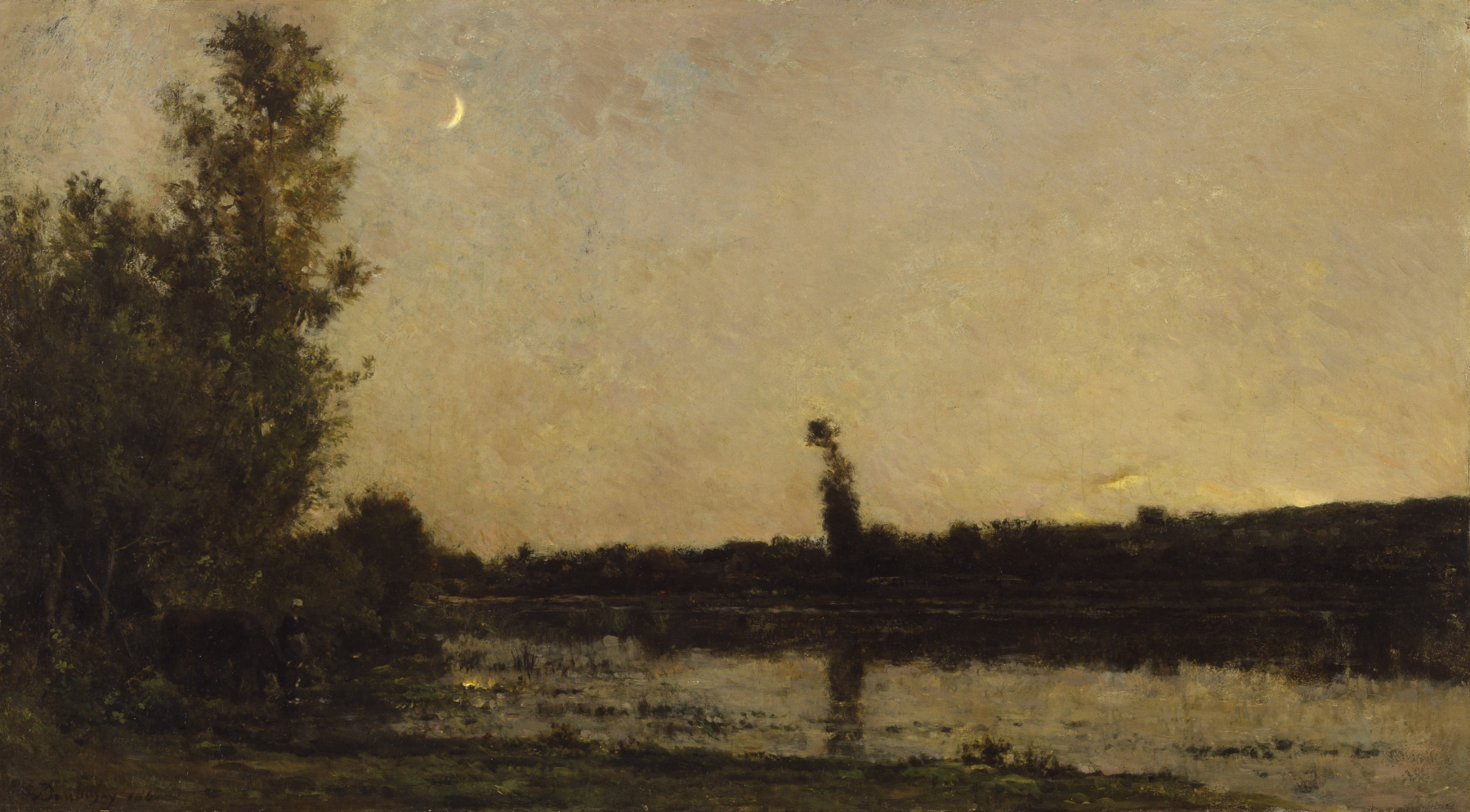
Crépuscule (1866), huile sur panneau, 45 x 81,5 cm, Baltimore, Walters Art Museum.
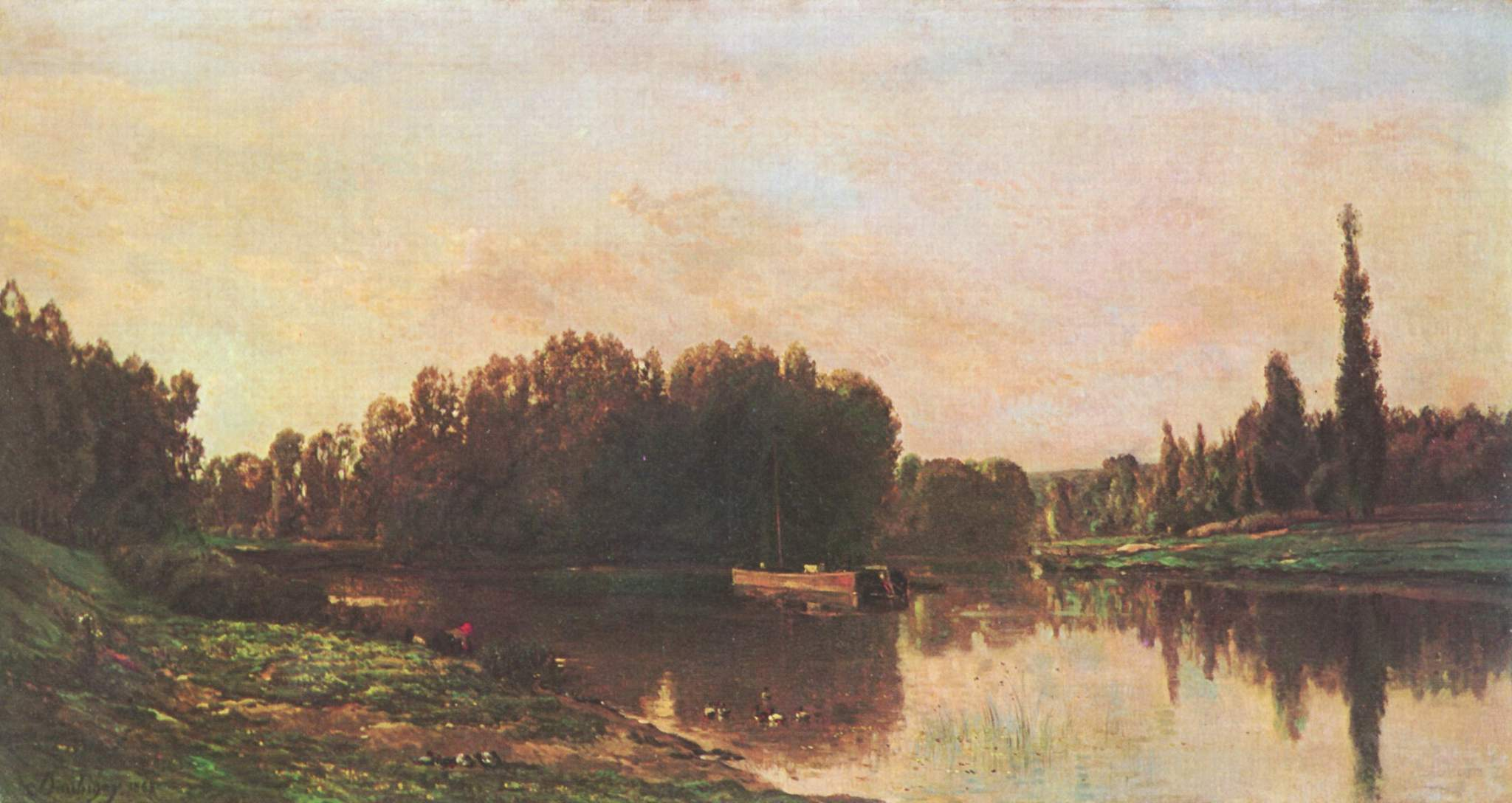
La Confluence de la Seine et de l'Oise (1868), huile sur toile, 87 x 157 cm, musée des beaux-arts de Budapest
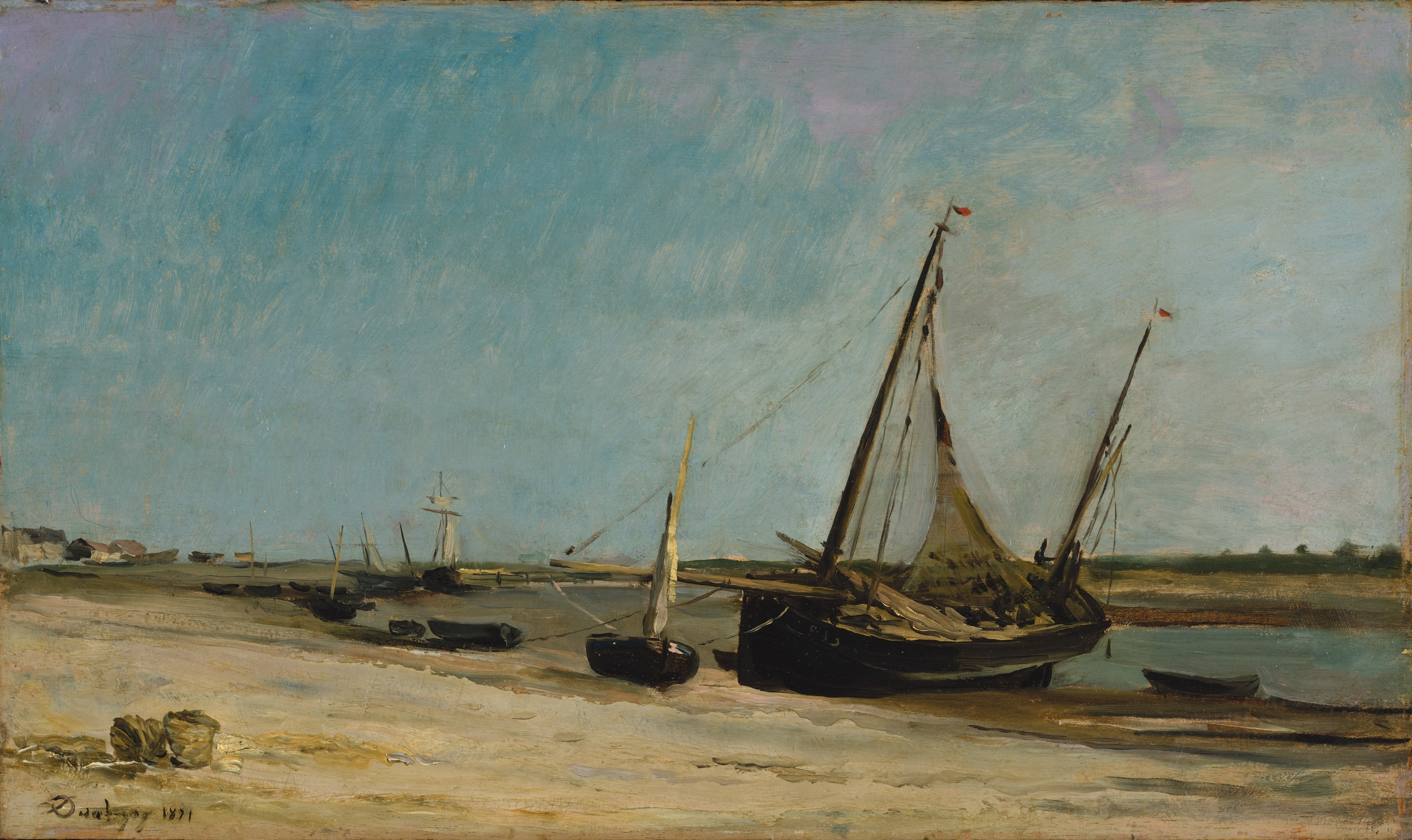
Bateaux sur la côte à Étaples (1871), huile sur panneau, 34.3 x 58,1 cm, New York, Metropolitan Museum of Art.
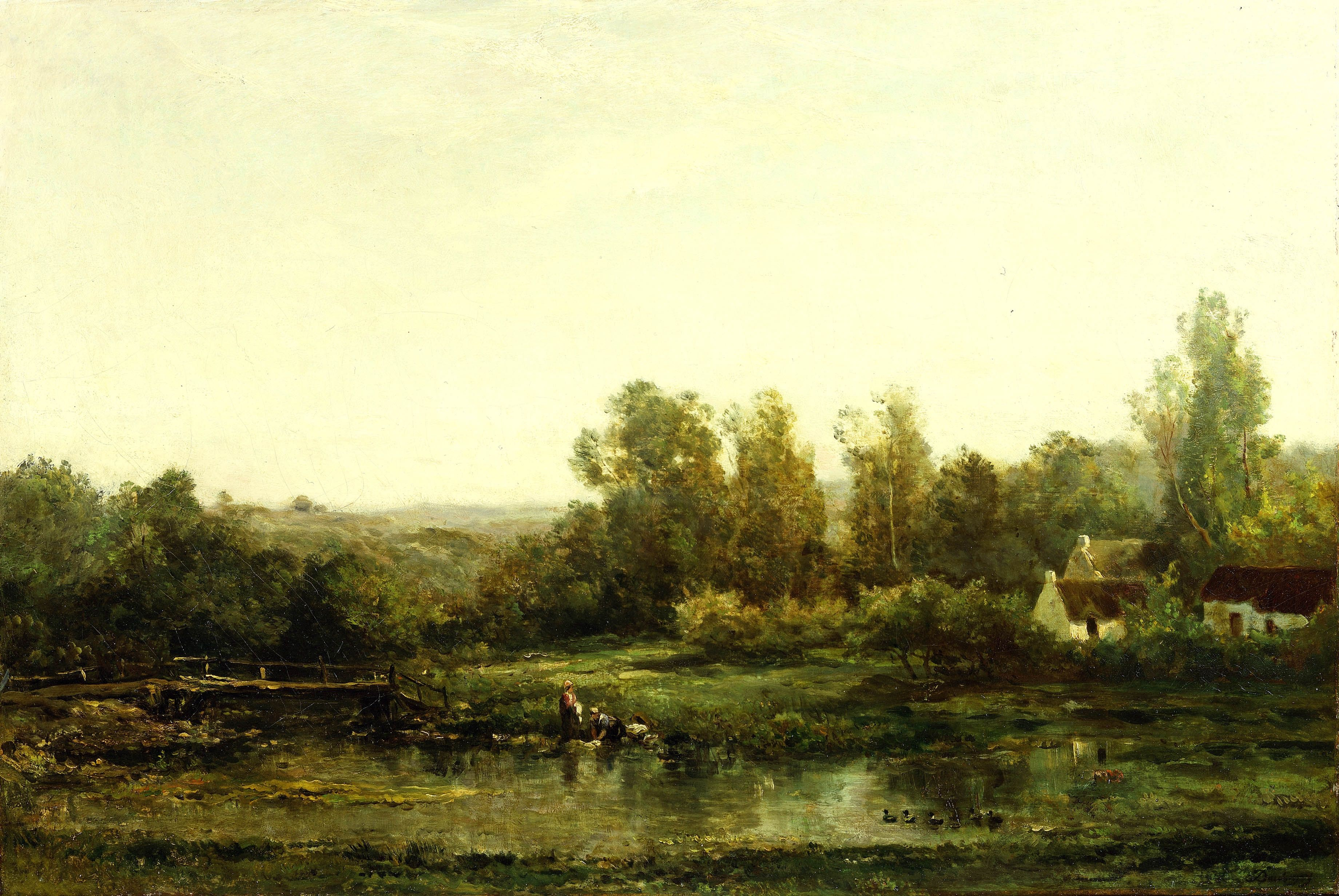
Les Blanchisseuses (1870-1874), huile sur toile, 53 x 80 cm, New York, The Frick Collection.
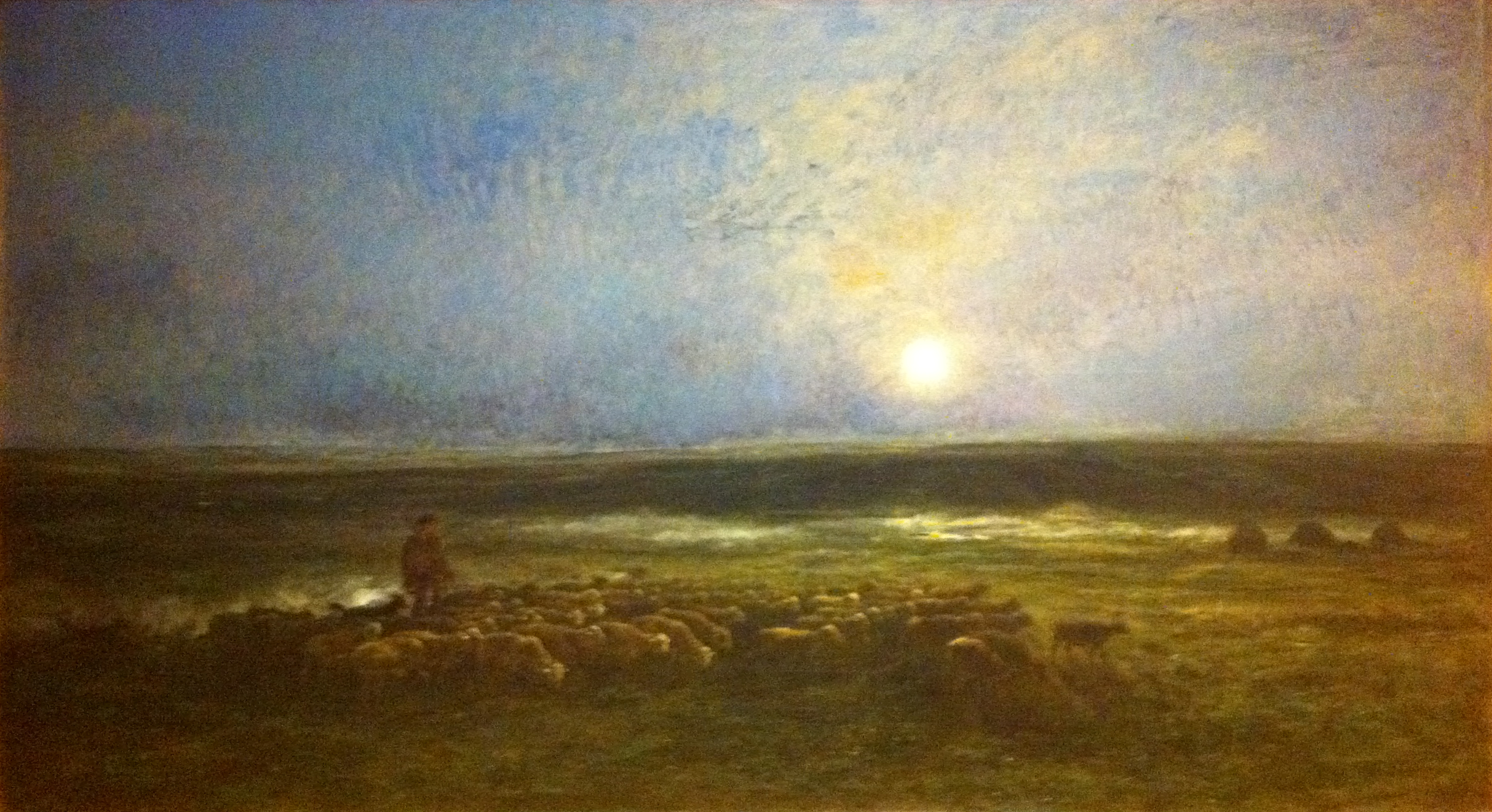
Lever de lune à Auvers, ou Le Retour du troupeau (1877), huile sur toile, 106.5 x 188 cm, musée des beaux-arts de Montréal.
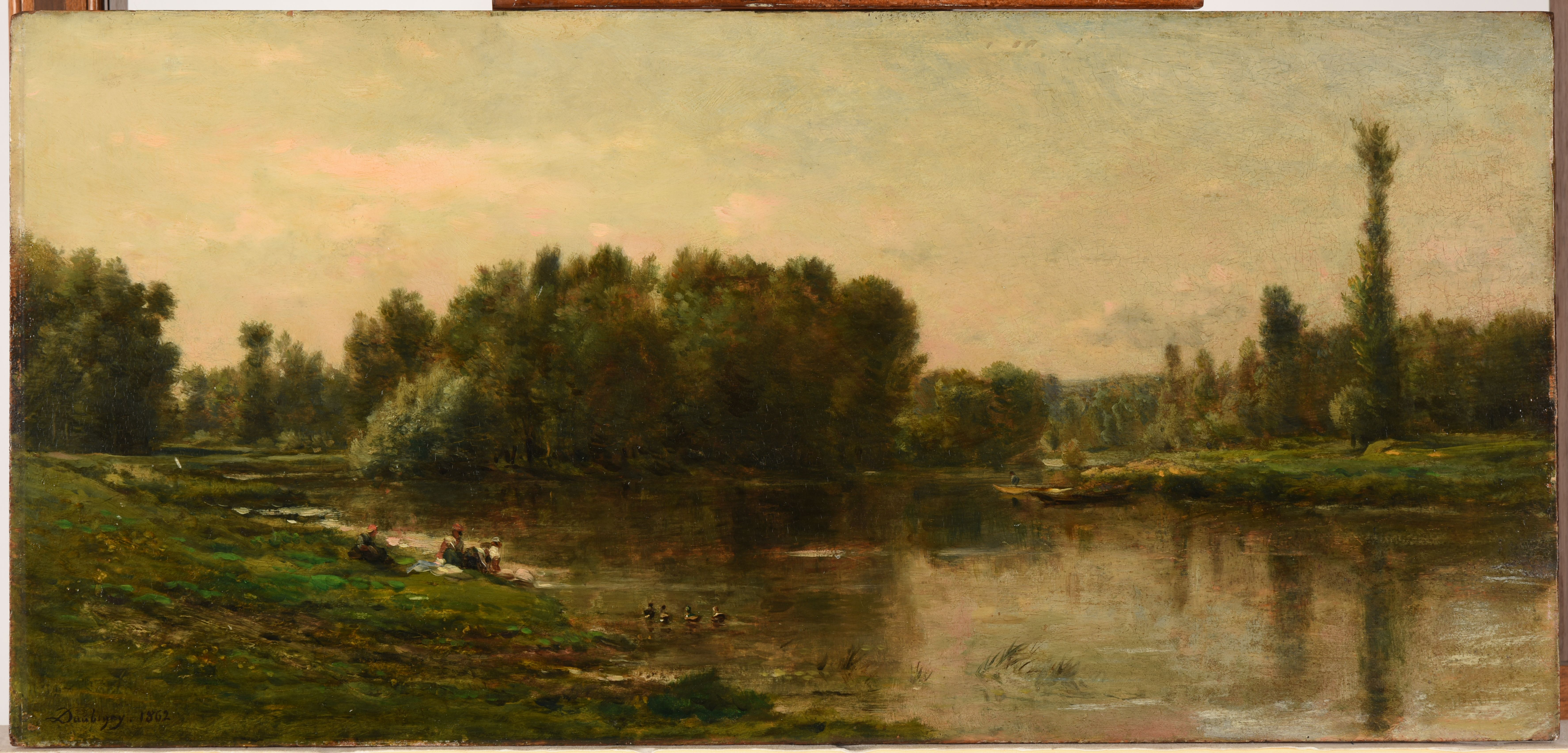
Les Bords de l'Oise, huile sur bois, Reims, musée des Beaux-Arts, musée numérique
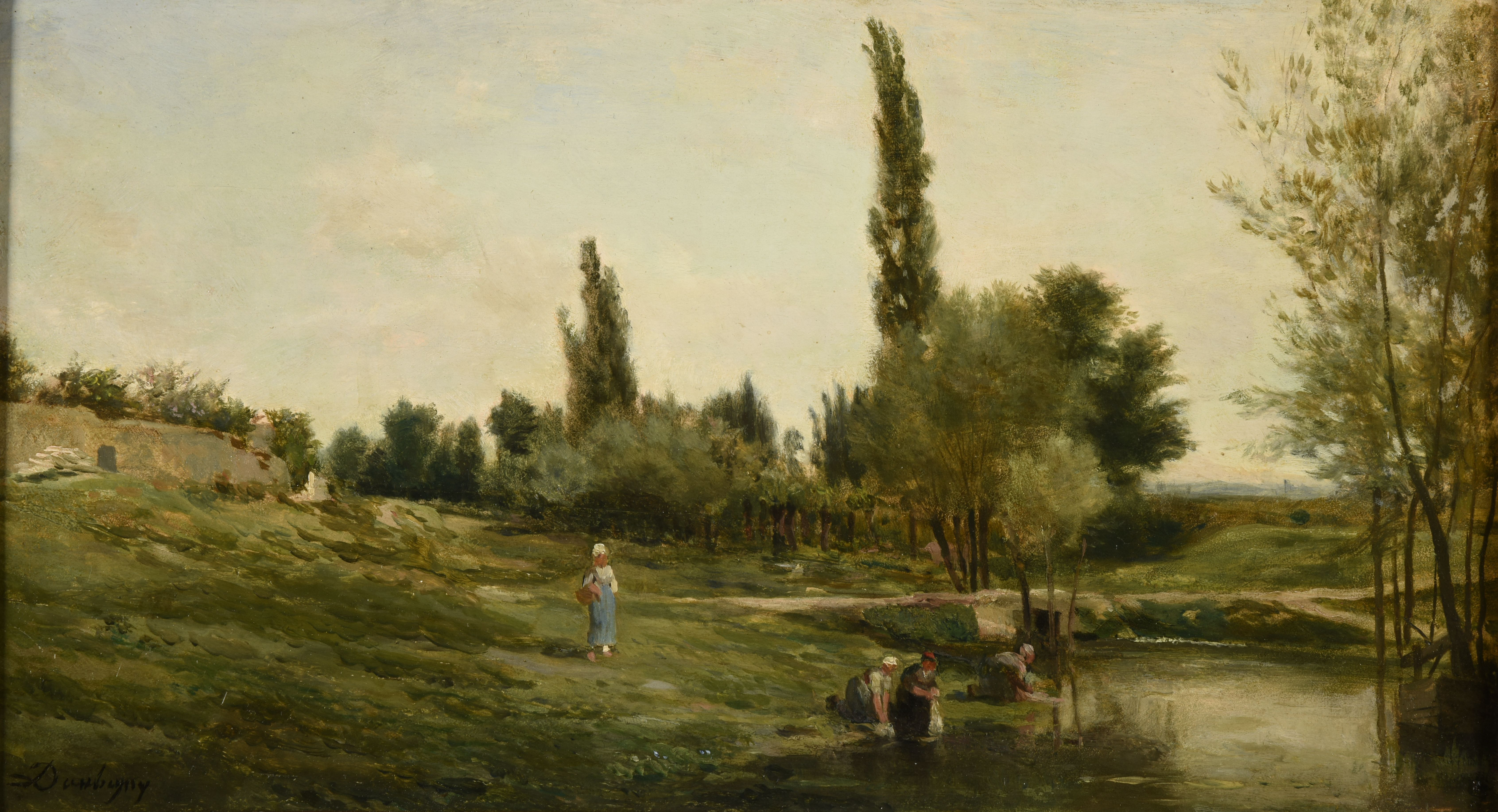
Paysage avec laveuses, Reims musée des Beaux-Arts musée numérique

## Élèves
- Albert Charpin (1842-1924)
- Jean-Louis Chenillion
- César De Cock (1823-1904)
- Karl Daubigny
- Hippolyte Camille Delpy (1842-1910)
- Antoine Guillemet (1843-1918)
- Émile Mathon
- Édouard Riou
- Alfred Roll
- Alphonse Trimolet (son neveu, adopté)

## Distinctions
- Chevalier de l'ordre de Léopold (Belgique, 5 octobre 1866)[45].
- Officier de la Légion d'honneur (1874)

## Hommage
Depuis 1881, la rue Daubigny lui rend hommage à Paris 17e.